# Kostel svatého Václava (Staňkovice)
Kostel svatého Václava je římskokatolický farní kostel ve Staňkovicích v okrese Louny. Od roku 1964 je chráněn jako kulturní památka. Stojí na nízkém návrší uprostřed vesnice.

## Historie a stavební vývoj
Prvně se staňkovický kostel objevuje v písemných pramenech k roku 1272. Tehdy udělil strahovský klášter žateckým měšťanům do dědičného nájmu vesnici, ale kostel – bez uvedení zasvěcení – si ponechal i s lánem pole, který k němu příslušel. Stávající budova ale nemá s románským kostelem, až na polohu, nic společného.
Názory literatury na dobu postavení kostela se liší. Dobroslav Líbal ho datoval do poslední třetiny 14. století, Zdeněk Wirth do počátku 15. století a Emanuel Poche obecně do 15. století. Poche ovšem nekriticky převzal údaj z Tutteho Vlastivědy žateckého okresu o novostavbě lodi v roce 1606, který nemá oporu v pramenech a neodpovídá mu ani její architektonická podoba. Poslední monografie, věnovaná středověkým kostelům lounského okresu, klade stavbu na přelom 15. a 16. století s širšími přesahy na obě strany. Pokud je tento předpoklad správný, postavilo kostel město Žatec, kterému v té době Staňkovice patřily.

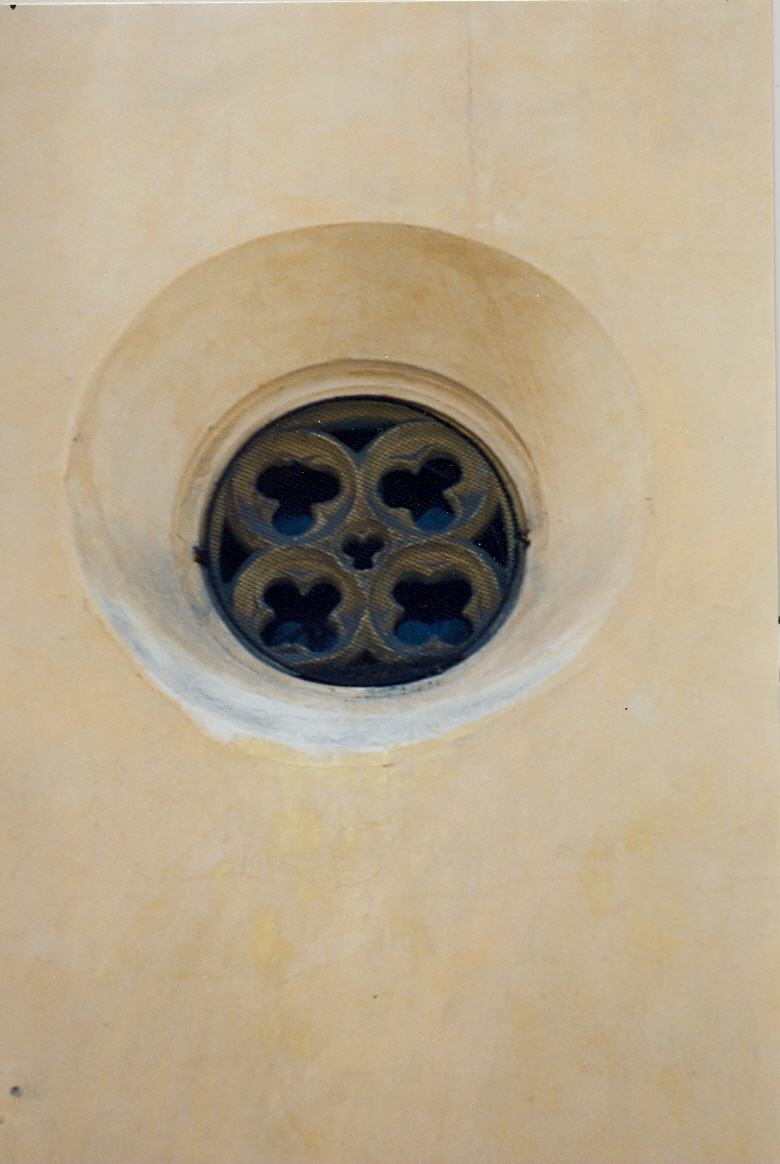
Pozdně gotické okno presbytáře

Do provedení archeologického výzkumu není možné udělat si představu o podobě předchůdce stávajícího kostela. Známa jsou jen jména některých farářů, instalovaných patronem kostela, strahovským opatem. V roce 1359 to byl Petr řečený Prus, který nahradil Martina, jenž se stal strahovským opatem. Hned následujícího roku poslal Prus papežské kurii do Avignonu seznam dávek, které kostelu přísluší. Následnictví opata Martina ale bylo zřejmě poněkud komplikované, protože rovněž roku 1359 byl za faráře do Staňkovic instalován premonstrát Mikuláš. V roce 1407 si vyměnili místa staňkovický farář Šimon a plebán z Mor Matouš. V roce 1384 je ale v registru papežských desátků kostel charakterizován jako "pauper" (chudý) a platil jednu z nejnižších dávek v žateckém děkanátu. Poslední předhusitský farář byl Václav v roce 1412, kterého v roce 1423 vystřídal Mikuláš Haymann ze Žatce. Z předbělohorské doby je známý utrakvistický farář, žatecký měšťan Martin Nepomucký. Zemřel v roce 1612, když před tím odkázal žatecké škole svou knihovnu. V roce 1616 si bral žatecký kaplan jeho dceru Dorotu.
Po třicetileté válce ztratil kostel statut farního a stal se filiálním k žateckému děkanskému chrámu. Roku 1786 byla ve Staňkovicích zřízena lokálie a roku 1802 opět samostatná farnost, k níž byly přifařeny Rybňany a Zálužice.
Z původního kostela z přelomu 15. a 16. století pochází presbytář a loď. Sakristie byla přistavěna patrně až dodatečně koncem 16. století. K radikální přestavbě kostela došlo v rozmezí let 1717–1721. Při ní byly proraženy stávající okenní otvory presbytáře a lodi, postavena věž a vytvořeny nové krovy. K dalším úpravám došlo v roce 1731. Tehdy byl zhotoven kůr a postavena márnice. Ve 30. letech 19. století byla postavena západní předsíň a kamenné schodiště na kůr.

## Stavební podoba

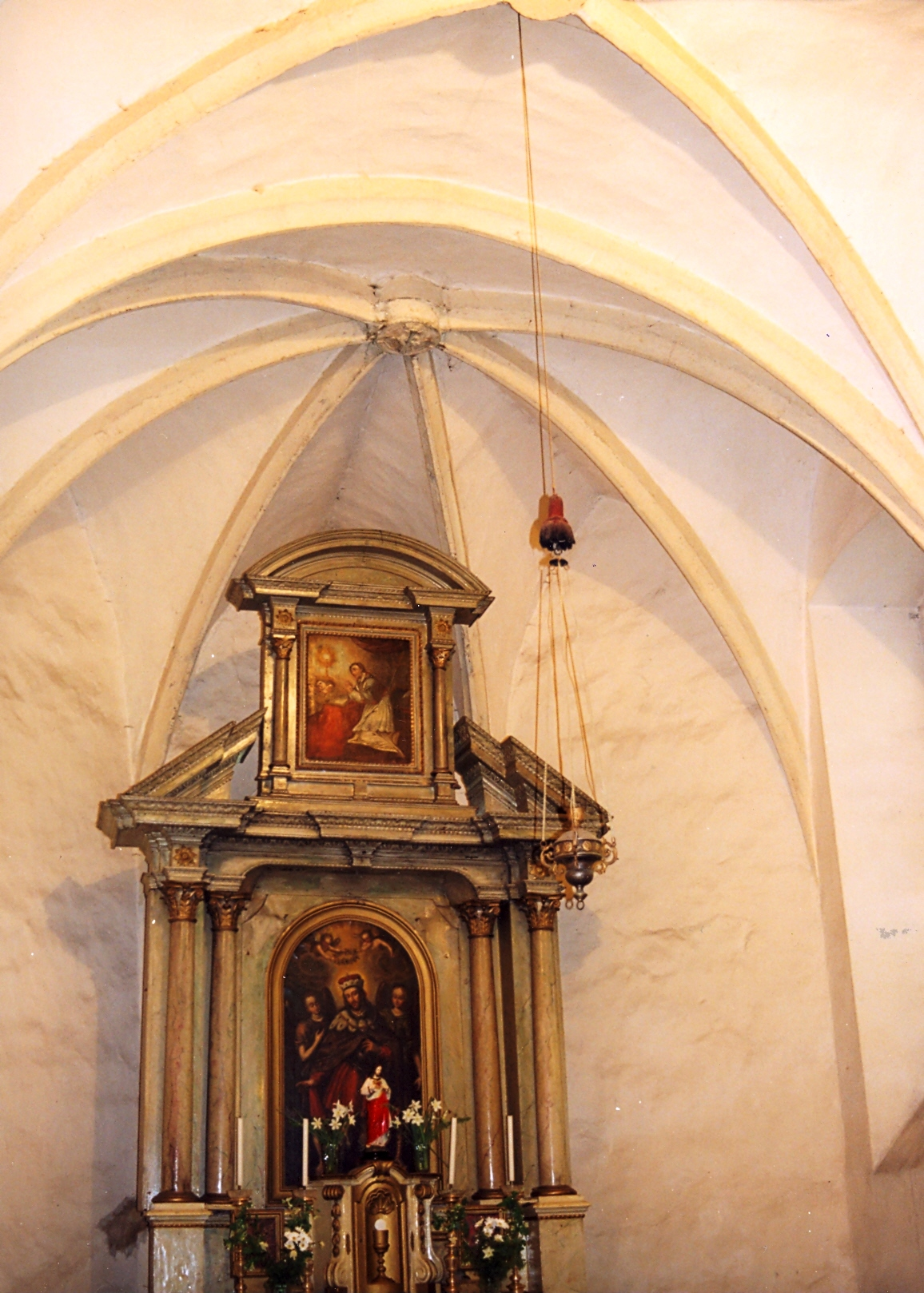
Presbytář kostela

Jednolodní kostel má obdélný půdorys a pětiboce uzavřený presbytář. V ose lodi stojí v západním průčelí hranolová věž, před kterou je předsunutá předsíň. Fasády věže jsou členěné nárožními pilastry, okny se supraportou a segmentovou římsou. Vrchní část předsíně završuje atikový pás s trojúhelným štítem. Podvěží je zaklenuté jedním polem křížové bezžeberné klenby. V presbytáři byla použita křížová žebrová klenba a v sakristii valená klenba s lunetami. Uvnitř lodi stojí dřevěná zvlněná kruchta. Presbytář je osvětlený třemi okenními otvory. Oba jižní, segmentové, jsou stejné jako okna v lodi a pocházejí z úpravy z 2. desetiletí 18. století. Kulaté okno ve východní zdi presbytáře pochází z doby výstavby kostela. Jeho výplň tvoří kružba složená ze dvou spodních čtyřlistů a dvou horních trojlistů, které svírají uprostřed malý kruh s trojlistem. V severní zdi presbytáře, osvětleného kruhovým oknem s kružbou, se nachází gotický sanktuář. Jeho plastická výzdoba – dva čtyřlisty, oslí hřbet, sloupky ve tvaru krabů – je slohově blízká uvedenému oknu a je typickou ukázkou pozdní gotiky.

## Zařízení
Barokní hlavní oltář pochází z roku 1725. Je zdobený obrazem svatého Václava z roku 1847. Barokní boční oltáře byly v roce 1834 nahrazeny novými s tím, že jejich zasvěcení svatému Josefovi a svatému Floriánovi zůstalo. Na stropě lodi je malovaný výjev Ježíš u Jakubovy studně z roku 1797, dílo žateckého malíře Josefa Schrama. K vybavení patří také mramorová křtitelnice z roku 1786, barokní obrazy svatého Antonína Paduánského a Nejsvětější Trojice a socha svatého Jana Nepomuckého. V předsíni je umístěna lidová socha Krista Trpitele a v podvěží dřevěná soška Piety. Oltářní menza hlavního oltáře je původní z doby stavby kostela.
Už v roce 1713 byl zdejší pozitiv prodán do Holedečku a nahrazen pozitivem z dílny saského varhanáře Tobiase Endera. Nové dvoumanuálové varhany od nepomyšlského varhanáře Müllera dostal kostel v roce 1798. Tyto varhany nahradil v roce 1903 stávající nástroj od Heinricha Schiffnera z Prahy. V roce 2001 byly varhany opraveny Pavlem Truhlářem.

## Okolí kostela
V roce 1930 byla při jižní straně kostela postavena nová fara, která nahradila původní z roku 1787, dnes čp. 69. Severně od kostela při Postoloprtské silnici stojí socha sv. Jana Nepomuckého z 1. poloviny 18. století.